# Mníšek (Nová Ves v Horách)
Mníšek (německy Einsiedl) je místní část obce Nová Ves v Horách v okrese Most v Ústeckém kraji. Leží v Krušných horách v nadmořské výšce 700–765 metrů. Od německého Mníšku (Deutscheinsiedel) je oddělen pouze hraniční říčkou Svídnice. Do Mníšku vede z Litvínova přes Klíny silnice II/271. Menší komunikace spojují Mníšek od západu s Novou Vsí v Horách (silnice III. třídy č. 2546) a od jihu s Janovem a Křížatkami (silnice III. třídy č. 2543).

## Název
Název vesnice vznikl jako zdrobnělina slova mnich. V historických pramenech se jméno objevuje ve tvarech: Eynsidel (1425), Einsiedl (1562), „ves na Mnissku jinak Einszydl“ (1585), „Mnissek jinak Eynsydl“ (1591), Einsiedl (1787), Böhmisch-Einsiedel (1846) a Einsiedl nebo česky Mníšek (1854).

## Historie
Obec vznikla na staré obchodní cestě, která vedla z Prahy přes Krušnohoří do Saska. Cesta z Mostu pokračovala na Janov a Křížatky a odtud vedla přes Mníšek a Saydu do Freibergu. Archeologické nálezy dokládají, že osídlení zde bylo již na počátku 13. století. První písemná zmínka pochází z roku 1425, ale vztahuje se jen k celnici mosteckého hradu. Vesnice byla založena až na začátku 16. století.
Roku 1560 byla v místě vysvěcena poustevna a kaple pro osecké mnichy. Založení původní poustevny lze rovněž datovat do počátku 13. století. Místo sloužilo mnichům pro odpočinek při jejich poutích do saského kláštera Altzella a jako výchozí stanoviště při jejich pátrání po rudách. Při nich objevili nejen stříbro, ale má se také za to, že se podíleli na nálezu měďných žil v německém Mníšku. Od přítomnosti mnichů také osada získala svůj název.
Roku 1562 věnoval Jan z Veitmile s povolením svého otce Šebestiána z Veitmile sedmnácti poddaným část lesa, aby si místo vyklučili a osídlili. Založení osady souvisí úzce s těžbou stříbra, především ale s velkou spotřebou dřeva při provozu hutí. V roce 1613 postihla obec epidemie moru, kterému podlehla většina obyvatel. Později katolická církev založila tradici každoroční výroční poutě na svátek svaté Rozálie, patronky před morem, z Mníšku do Nové Vsi v Horách.
V době pobělohorské pobývali v Nové Vsi v Horách jezuité a jimi prováděná rekatolizace vyhnala mnoho obyvatel evangelického vyznání ze zdejšího kraje do sousední Lužice a Saska. Totéž se stalo evangelíkům vyčkávajícím v českém Mníšku; tito uprchli ze strachu před novoveskými jezuity do Mníšku německého. Tehdy se jednalo o morem, požáry a třicetiletou válkou zničený statek, kde žily jen dvě rodiny. V roce 1680 tam žilo už sedmnáct rodin exulantů z Čech a přibývaly další. Jejich zásluhou vzniklo město Deutscheinsiedel (německý Mníšek).
Během napoleonských válek Mníšek vyplundrovali francouzští vojáci. Obyvatelstvo se během krátkého obsazení ukrývalo v okolních lesích.
Ani v 19. století neztratila dřívější obchodní cesta mezi Čechami a Saskem na svém významu a v letech 1841–1844 zde byla vybudována cesta. Slavnostní otevření silnice proběhlo 23. srpna 1844 za účasti rakouského arcivévody Štěpána.
Už v roce 1835 byla v obci postavena škola a v roce 1887 byla postavena nová školní budova. V roce 1885 tu byla otevřena i pošta. V letech 1869–1910 byl Mníšek osadou obce Janov, poté byl samostatnou obcí.
Obyvatelstvo se živilo převážně prací v polesí, které patřilo městu Most, část obyvatel se zabývala zpracováním dřeva a výrobou dřevěných hraček. Ke konci 19. století se Mníšek stal oblíbeným výletním a prázdninovým místem. Po druhé světové válce bylo převažující německé obyvatelstvo vysídleno a mnoho opuštěných objektů zchátralo a bylo srovnáno se zemí. Od roku 1961 je osadou Nové Vsi v Horách. Mníšek se stal postupně rekreační osadou.

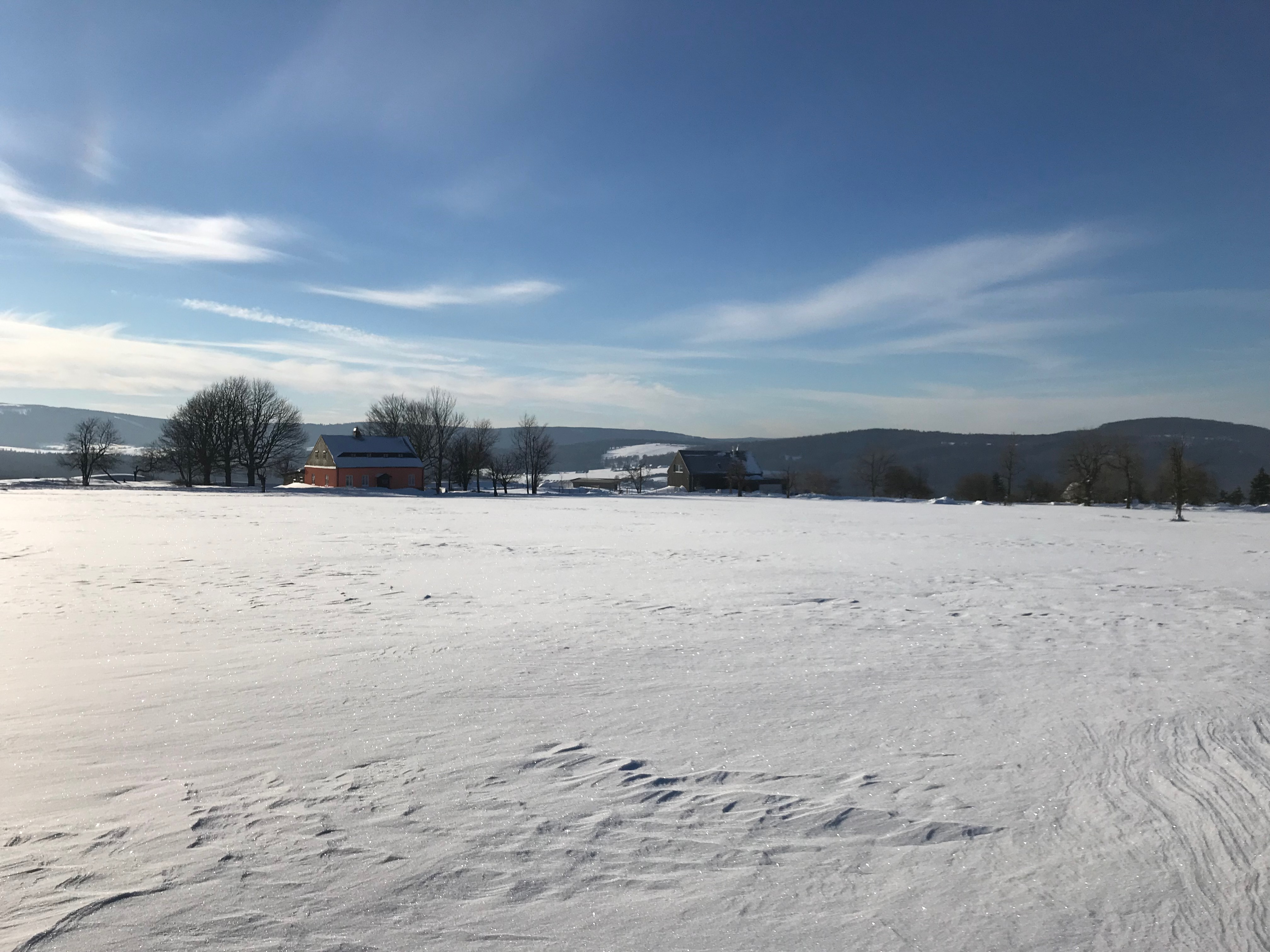
Horní část vesnice

Po dlouhém jednání mezi českou a německou stranou se v roce 2002 podařilo otevřít hraniční přechod Mníšek–Deutscheinsiedel, který byl jediným automobilovým přechodem (pouze pro osobní automobily) v okrese Most. Přineslo to s sebou nejen oživení cestovního ruchu, ale také výstavbu vietnamské tržnice. V souvislosti s výstavbou přechodu byla v letech 1998–1999 zrekonstruována silnice z Klínů. Na konci devadesátých let 20. století vznikla v Krušnohoří naučná stezka Flájská hornatina, která prochází i Mníškem. Přes obec rovněž vede cyklostezka Krušnohorská magistrála.

## Obyvatelstvo
Při sčítání lidu v roce 1921 ve vsi žilo 368 obyvatel (z toho 177 mužů), z nichž bylo šest Čechoslováků, 356 Němců a šest cizinců. Kromě římskokatolické většiny bylo patnáct lidí evangelíky, jeden člověk patřil k nezjišťovaným církvím a jeden byl bez vyznání. Podle sčítání lidu z roku 1930 měla vesnice 396 obyvatel: šest Čechoslováků, 388 Němců a dva cizince. Kromě šestnácti evangelíků se hlásili k římskokatolické církvi.
| Rok            | 1869 | 1880 | 1890 | 1900 | 1910 | 1921 | 1930 | 1950 | 1961 | 1970 | 1980 | 1991 | 2001 | 2011 | 2021 |
| -------------- | ---- | ---- | ---- | ---- | ---- | ---- | ---- | ---- | ---- | ---- | ---- | ---- | ---- | ---- | ---- |
| Počet obyvatel | 475  | 524  | 436  | 468  | 391  | 368  | 396  | 59   | 18   | 13   | 5    | 0    | 8    | 15   | 28   |
| Počet domů     | 66   | 72   | 71   | 76   | 74   | 74   | 74   | 76   | 8    | 4    | 1    | 0    | 6    | 6    | 6    |

## Pamětihodnosti
V roce 1898 vznikl v Mníšku spolek pro zřízení kaple Nanebevstoupení Páně. Kaple byla zbořena 12. března 1964. Na vrcholu Jeřabina (785 m) vzdáleném necelé dva kilometry jihovýchodně od Mníšku byla v roce 1884 postavena rozhledna, která později zanikla. Rozhledna byla v roce 2009 obnovena. Ve vesnici stojí pomník z roku 1845 upomínající na slavnostní otevření silnice. Kousek od něj se nachází při silnici další pomníček z roku 1925. Jižně od osady se nachází dřevěný kříž z roku 1913.